# イアキンフ

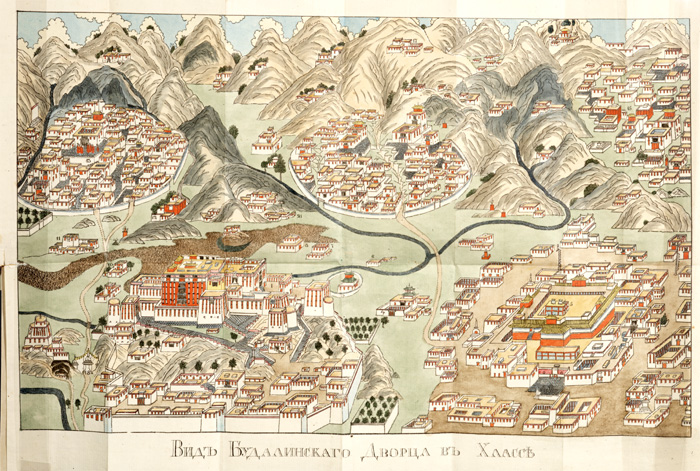
イアキンフが作成したラサの地図

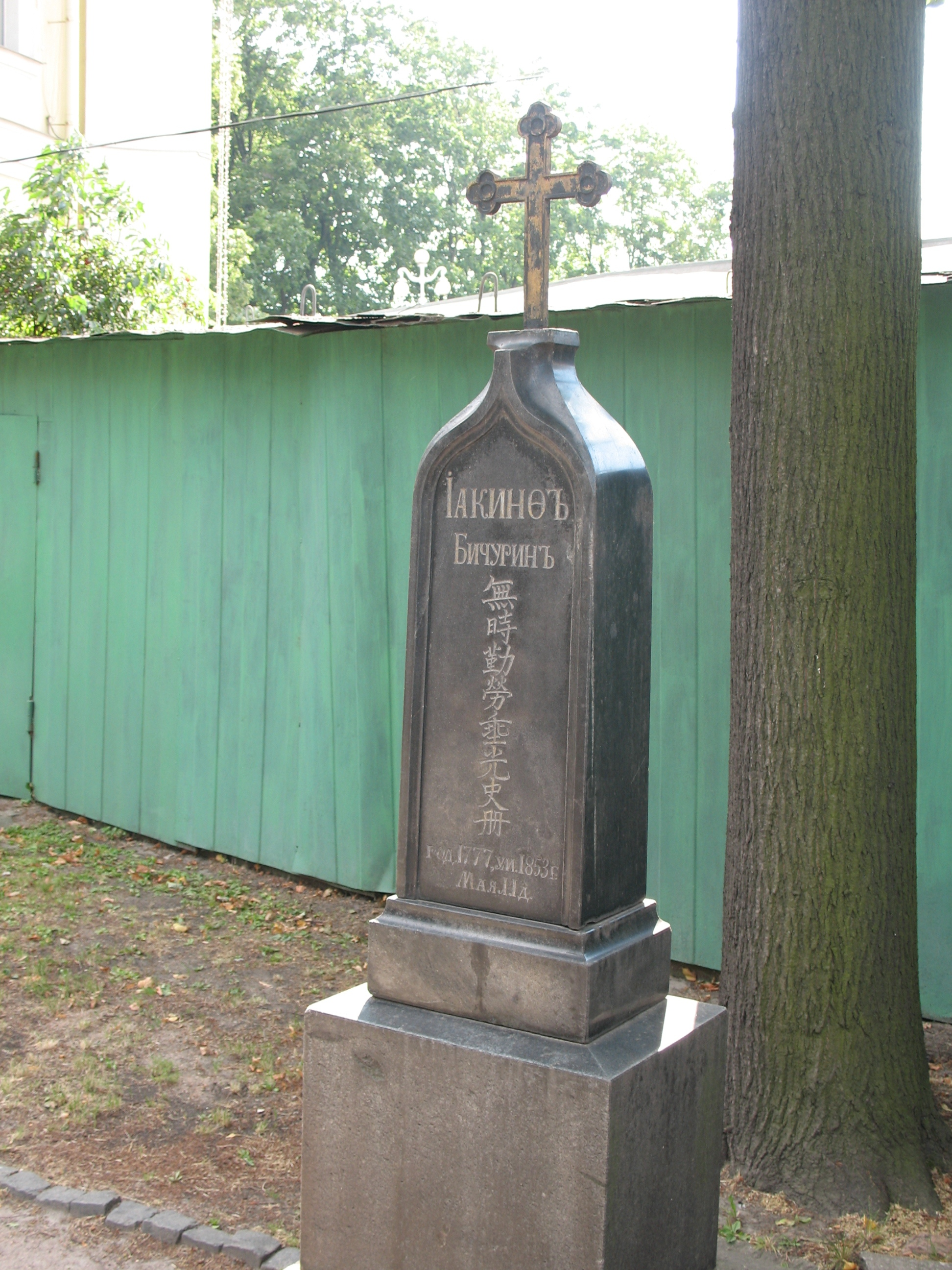
掌院イアキンフの墓。墓碑には漢字も書かれている（サンクト・ペテルブルク）。

イアキンフ（ロシア語: Иакинф, 俗名: ニキータ・ヤコヴレヴィチ・ビチューリン, Никита Яковлевич Бичурин, 1777年8月29日 - 1853年5月11日）は、正教会の掌院。中国研究の草分け的存在。

## 経歴
1777年、カザン県ツィビリンスクでチュヴァシ人司祭の家に生まれ、カザン神学校で学んだ。
中国研究の草分け的存在。その研究対象には満州、モンゴル、チベット、東トルキスタン、および他のアジア諸国を含んでいる。
1802年、剪髪式を受けて修道士となり、イアキンフの修道名を受けた。北京での正教宣教のために派遣され、14年間をそこで過ごした。イアキンフの真の関心は中国史と中国語にあった。ほどなくしてイアキンフは宗教的情熱の欠如を責められ、修道院長としての地位を剥奪されてヴァラーム修道院に入れられた。そこで彼は、数々の古代・中世の中国語文献を翻訳したが、それらは従前のヨーロッパでは知られていないものであった。続く数十年の間に、中国史、モンゴル史、地理、宗教、統計学、および農業に関する、多くの著作を出版した。1837年に、イアキンフはロシア帝国初の中国語学校を開校した。中国学に対するイアキンフの貢献により、彼はロシア、ドイツ、フランスの学士院会員となった。